# Número de Bodenstein
El número de Bodenstein (abreviado como {\displaystyle Bo}) es un número adimensional que se utiliza para caracterizar reactores tubulares, especialmente en el ámbito de la ingeniería de las reacciones químicas. Representa la relación entre la transferencia total y la transferencia de difusión axial. Lleva el nombre de Max Bodenstein, un físico y químico alemán.
El número de Bodenstein puede ser calculado y definido como:
{\displaystyle Bo={\frac {L\;v}{D_{ax}}}}
donde :
- L = longitud del tubo
- v = velocidad del reactor
- D ax = coeficiente de dispersión axial

Se puede calcular el coeficiente de dispersión mediante la siguiente fórmula: 
{\displaystyle D_{ax}=D+{\frac {v^{2}\;{d_{tub}}^{2}}{192\;D}}}
Donde: 
- D = coeficiente de difusión
- v = velocidad del reactor
- d tubo = diámetro del tubo

A partir de este coeficiente de dispersión, es factible calcular el número de Péclet correspondiente y recuperar así el número de Bodenstein:
{\displaystyle Pe_{ax}={\frac {v\;d_{tub}}{D_{ax}}}=Bo\;{\frac {d_{tub}}{L}}}

El número de Bodenstein se trata, por tanto, de un caso particular del número de Péclet másico, y se utiliza comúnmente en hidrodinámica para caracterizar el flujo de reactores tipo pistón. 
De esta forma, permite caracterizar la idealidad de este reactor, siendo un parámetro importante para el estudio de la distribución del tiempo de residencia.
También puede obtenerse de forma experimental desde la distribución del tiempo de residencia. Asumiendo un sistema abierto:
{\displaystyle \sigma _{\theta }^{2}={\frac {\sigma ^{2}}{\tau ^{2}}}={\frac {2}{\mathit {Bo}}}+{\frac {8}{{\mathit {Bo}}^{2}}}}
Donde:
- {\displaystyle \sigma _{\theta }^{2}} = varianza adimensional
- {\displaystyle \sigma ^{2}} = varianza por tiempo de residencia medio
- {\displaystyle \tau } = tiempo de residencia hidrodinámica

El número de Bodenstein tiende al infinito cuando el reactor tubular es ideal, es decir, sin mezclarse o difundirse, y hacia 0 cuando el reactor corresponde a un reactor continuo con una mezcla perfecta de la masa de reacción. Estos, sin embargo, prácticamente no pueden alcanzarse plenamente en la práctica.
- {\displaystyle {\displaystyle Bo=0}} corresponde a una mezcla completa, que es el estado ideal que se debe alcanzar en un reactor de tanque agitado continuo.

- {\displaystyle {\displaystyle Bo=\infty }} no corresponde a ninguna mezcla, sino a un flujo continuo como en un canal de flujo ideal.